# HD222207
HD222207 — хімічно пекулярна зоря спектрального класу B9, що має видиму зоряну величину в смузі V приблизно  6,8.
Вона  розташована на відстані близько 1028,9 світлових років від Сонця.

## Пекулярний хімічний склад
Зоряна атмосфера HD222207 має підвищений вміст 
Hg
.